# Welland (circonscription)
Pour les articles homonymes, voir Welland (homonymie).
Circonscription électorale fédérale du Canada
Welland est une ancienne circonscription électorale fédérale et provinciale en Ontario. Depuis 2015, il s'agit de la circonscription de Niagara-Centre.

## Circonscription fédérale
La circonscription était située dans le sud de l'Ontario, sur les rives du lac Érié et traversée par le canal de Welland. Les entités municipales formant la circonscription sont St. Catharines, Welland, Port Colborne, Thorold et Wainfleet (en).
Les circonscriptions limitrophes étaient Haldimand—Norfolk, Niagara Falls, Niagara-Ouest—Glanbrook et St. Catharines
En 2011, elle possédait une population de 112 875 habitants, dont 85 109 électeurs, sur un territoire de 583 km².

### Historique
C'est l'Acte de l'Amérique du Nord britannique qui créa la circonscription de Welland en 1867. Abolie en 1987, la circonscription fut redistribuée parmi Welland—St. Catharines—Thorold, St. Catharines, Erie, Erie—Lincoln, Niagara-Centre et Niagara Falls. Welland réapparut en 2003 à partir de ces mêmes circonscriptions. Lors du redécoupage de 2012, la circonscription devint Niagara-Centre.
| Législature | Années    | Député                  | Député                      | Parti                     |
| --- | --------- | ----------------------- | --------------------------- | ------------------------- |
| Welland |           |                         |                             |                           |
| 1re | 1867–1872 |                         | Thomas Clark Street         | Conservateur              |
| 2e | 1872–1872 |                         | Thomas Clark Street         | Conservateur              |
| 2e | 1872–1874 |                         | William Alexander Thomson   | Libéral                   |
| 3e | 1874–1878 |                         | William Alexander Thomson   | Libéral                   |
| 4e | 1878–1882 |                         | Christopher William Bunting | Conservateur              |
| 5e | 1882–1887 | John Ferguson           |                             | Conservateur              |
| 6e | 1887–1891 | John Ferguson           |                             | Conservateur              |
| 7e | 1891–1892 |                         | William Manley German       | Libéral                   |
| 7e | 1892–1896 | James A. Lowell         |                             | Libéral                   |
| 8e | 1896–1900 |                         | William McCleary            | Conservateur              |
| 9e | 1900–1904 |                         | William Manley German (2)   | Libéral                   |
| 10e | 1904–1908 |                         | William Manley German (2)   | Libéral                   |
| 11e | 1908–1911 |                         | William Manley German (2)   | Libéral                   |
| 12e | 1911–1917 |                         | William Manley German (2)   | Libéral                   |
| 13e | 1917–1921 |                         | Evan Eugene Fraser          | Conservateur (Unioniste)  |
| 14e | 1921–1925 |                         | William Manley German (3)   | Libéral                   |
| 15e | 1925–1926 |                         | George Hamilton Pettit      | Conservateur              |
| 16e | 1926–1930 |                         | George Hamilton Pettit      | Conservateur              |
| 17e | 1930–1935 |                         | George Hamilton Pettit      | Conservateur              |
| 18e | 1935–1926 |                         | Arthur Damude               | Libéral                   |
| 19e | 1940–1941 |                         | Arthur Damude               | Libéral                   |
| 19e | 1942–1945 | Humphrey Mitchell       |                             | Libéral                   |
| 20e | 1945–1949 | Humphrey Mitchell       |                             | Libéral                   |
| 21e | 1949–1950 | Humphrey Mitchell       |                             | Libéral                   |
| 21e | 1950–1953 | William Hector McMillan |                             | Libéral                   |
| 22e | 1953–1957 | William Hector McMillan |                             | Libéral                   |
| 23e | 1957–1958 | William Hector McMillan |                             | Libéral                   |
| 24e | 1958–1962 | William Hector McMillan |                             | Libéral                   |
| 25e | 1962–1963 | William Hector McMillan |                             | Libéral                   |
| 26e | 1963–1965 | William Hector McMillan |                             | Libéral                   |
| 27e | 1965–1968 | Donald Tolmie           |                             | Libéral                   |
| 28e | 1968–1972 | Donald Tolmie           |                             | Libéral                   |
| 29e | 1972–1974 | Victor Railton          |                             | Libéral                   |
| 30e | 1974–1979 | Victor Railton          |                             | Libéral                   |
| 31e | 1979–1980 | Gilbert Parent          |                             | Libéral                   |
| 32e | 1980–1984 | Gilbert Parent          |                             | Libéral                   |
| 33e | 1984–1988 |                         | Allan Pietz                 | Progressiste-conservateur |
| Redistribuée parmi Welland—St. Catharines—Thorold, St. Catharines, Erie, Erie—Lincoln, Niagara-Centre et Niagara Falls |           |                         |                             |                           |
| Niagara-Centre Issue de Welland—St. Catharines—Thorold et Erie                                                         |           |                         |                             |                           |
| 36e | 1997–2000 |                         | Gilbert Parent              | Libéral                   |
| 37e | 2000–2004 | Tony Tirabassi          |                             | Libéral                   |
| Welland |           |                         |                             |                           |
| 38e | 2004–2006 |                         | John David Maloney          | Libéral                   |
| 39e | 2006–2008 |                         | John David Maloney          | Libéral                   |
| 40e | 2008–2011 |                         | Malcolm Allen               | NPD                       |
| 41e | 2011–2015 |                         | Malcolm Allen               | NPD                       |
| Voir Niagara-Centre |           |                         |                             |                           |

### Résultats électoraux
2004-2015
1867-1988

## Circonscription provinciale
Depuis les élections provinciales ontariennes du 4 octobre 2007, l'ensemble des circonscriptions provinciales et des circonscriptions fédérales sont identiques.